# Era Selèucida

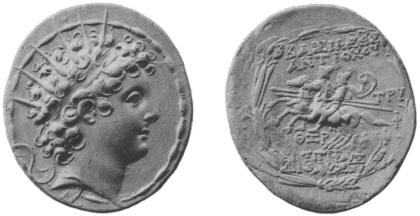
Moneda d'Antíoc VI Dionisi. Al revers la inscripció grega ΒΑΣΙΛΕΩΣ ΑΝΤΙΟΧΟΥ ("Rei Antíoc"). La data θ´ξ´ρ´ denota l'any 169 de l'era selèucida, que correspon als anys 144 - 143 anys aC.

L'Era Selèucida, també anomenada Anno Graecorum ("any dels grecs" en llatí), és un mètode de numeració dels anys del calendari creat als inicis de l'Imperi Selèucida que presentava la innovació en la que la seqüència d'anys no es reiniciava amb la coronació de cada nou sobirà, sinó que es fixà l'any 1 d'una forma arbitrària i a partir d'aquí la seqüència d'anys continuà ininterrompudament. L'any 1 de l'Era Selèucida fou el 312/311 aC, continuà sent emprada després de la desaparició de l'Imperi Selèucida per l'Imperi Part i altres pobles d'Orient, fins i tot sent usada en els inicis del període islàmic a la regió de Síria.

La importància d'aquest mètode per numerar els anys ha estat molt gran, atès que va inspirar la creació d'altres eres amb una numeració contínua d'anys, com eventualment la jueva, la cristiana i la musulmana.

## Context històric

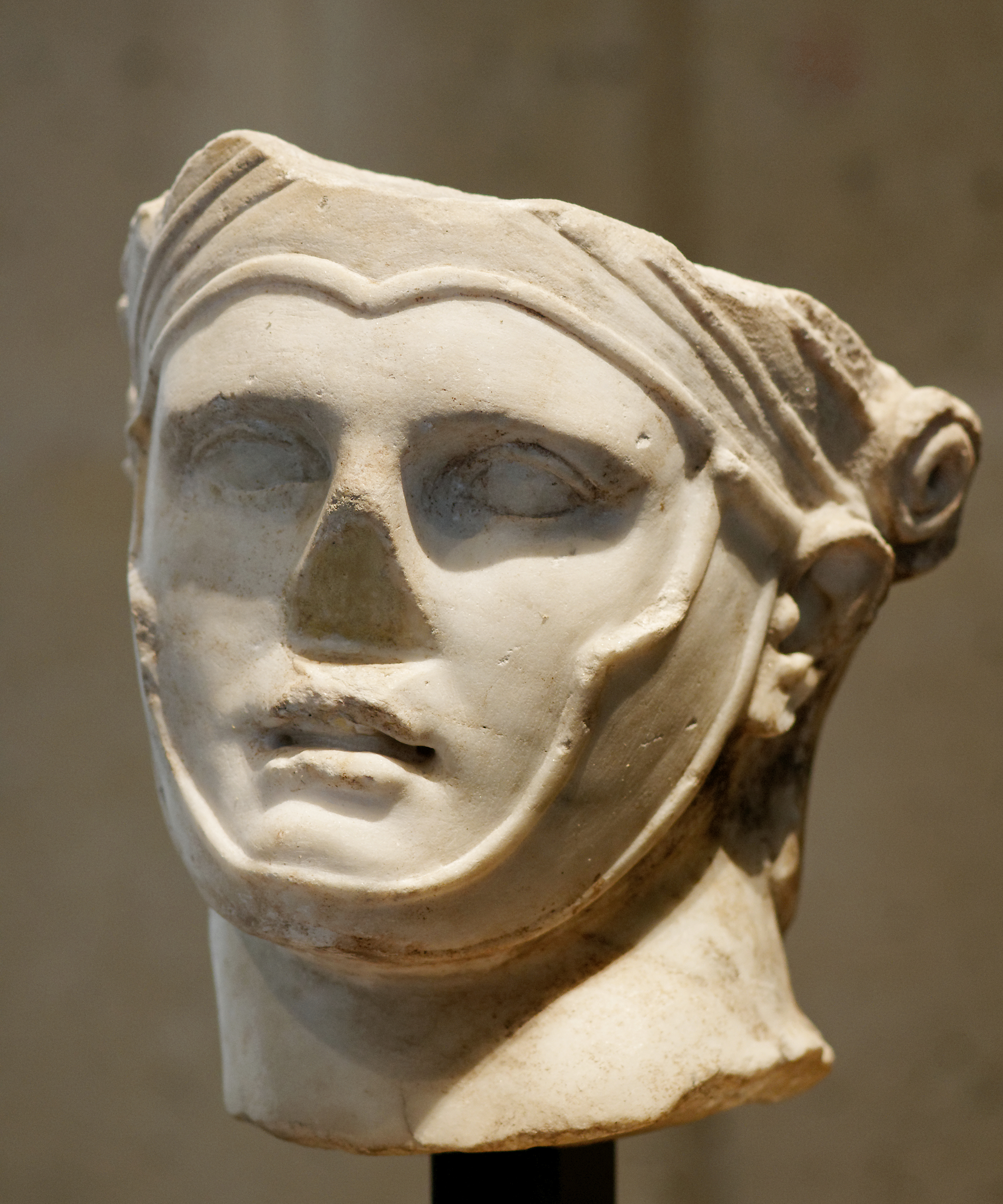
Còpia romana d'un bust de Seleuc I

L'Imperi Selèucida fou un dels tres regnes en que es desintegrà l'imperi creat per Alexandre el Gran després de la seva mort. Fou establert per Seleuc I Nicàtor, un dels generals d'Alexandre el Gran.
La mort d'Alexandre el Gran el 323 aC desencadenà una guerra entre els seus generals, coneguts com a diàdocs, pel repartiment de l'imperi, la qual duraria trenta anys. L'any 321 aC el Pacte de Triparadisos va designar regent de Macedònia al general Antípatre i es van repartir els territoris entre els antics generals d'Alexandre el Gran. El general Seleuc va rebre del regent la satrapia de Babilònia,
la qual podia governar amb una autonomia considerable. Però gairebé immediatament les guerres entre els diàdocs es van reprendre i Antígon el Borni, més poderós, va obligar a Seleuc a fugir de Babilònia l'any 316 aC i buscar refugi a l'Egipte hel·lenístic, sota la protecció d'un altre diàdoc, Ptolemeu I Soter.
Entre l'any 316 aC i el 311 aC, el general Seleuc va romandre a Egipte, esperant un moment propici per contraatacar. El 311 aC. va conquerir la ciutat de Babilònia, aquesta vegada sense dependre de ningú excepte d'ell mateix, i entre el 311 aC. i el 306 aC. fou el governant de la ciutat. En aquest període va ocupar les regions veïnes, i l'any 304/305 aC. Seleuc formalment es va autocoronar com a rei legítim, passant a ser Seleuc I. Va ser el moment en què Seleuc decidí modificar el calendari.

## El nou calendari

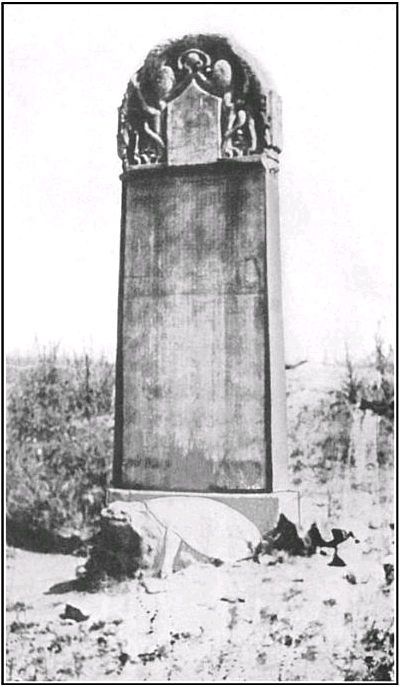
El text siríac a la part inferior de l'estela nestoriana esmenta que es va erigir l'"Any dels grecs 1092" (781 dC).

### Situació prèvia
Abans de l'era selèucida, a l'Orient Mitjà i al món grec d'Àsia occidental s'empraven tres modalitats diferents per anomenar els anys.
- En primer lloc, l'any podia tenir el nom d'un esdeveniment. Els reis mesopotàmics escollien un nom per commemorar un fet únic i memorable, produint-se noms con "l'any en que l'arpa "Dragó de la terra" estava de moda" ó bé "l'any quan Naram-Sin va arribar a les capçaleres del Tigris i l'Eufrates".
- En segon lloc, usant epònims, és a dir, es batejava un any amb el nom de la persona que ostentava un càrrec important en aquell període. Aquest mètode també era àmpliament usat a Grècia, amb datacions com "sent Fitodor arcont".
- La tercera modalitat, i també la més comuna en els estats monàrquics, identificava cada any amb l'any del regnat del sobirà, comptat seqüencialment des de la seva coronació. Amb cada nou rei, el comptador tornava a l'any u. Per exemple, "en el seté any del rei Nabucodonosor".

Cap d'aquest tres mètodes era adient per poder situar un esdeveniment de forma precisa en el temps. Es registraven esdeveniments, no dates, el mètode només serveia en una àrea geogràfica concreta i era molt sensible a la situació política del moment. El fet que apareguessin dos (o més) pretenents al tron creava un greu problema als escribes, doncs posar una data implicaba un compromís per a un dels candidats. Si el que assumia el poder era un altre, la numeració creada no era vàlida i calia refer-la, implicant que uns anys desapareixien.
Per exemple, en el segle v aC l'historiador grec Tucídides maldava per situar en el temps un fet d'armes en la seva història de la Guerra del Peloponès.
"Catorze anys va durar la treva de trenta anys que havia estat concertada després de la presa d'Eubea. Però l'any quinzé, quan Crísida, a Argos, feia quoranta-vuit anys que era sacerdotessa i Enèsias era èfor d'Esparta i quedaven encara a Pitodor quatre mesos d'arcontrat d'Atenes, cinc mesos després de la batalla de Potidea i al començamen de la primavera, una força d'una mica més de tres-cents tebans, sota el comandament dels beotarcs Pitingel, fill de Filides, i Dièmpor, fill d'Onetòrides, a l'hora del primer son entrà en armes a Platea de Beòcia, que era aliada d'Atenes."

### Inici de l'Era Selèucida
Quan Seleuc I va decidir reiniciar l'any, la data que va escollir no fou la de la seva coronació, sinó la de la seva entrada a la ciutat de Babilònia, set anys abans de la coronació. L'any 1 fou el 312/311 aC, sis anys abans que Seleuc I s'autoproclamés sobirà. També dictaminà que s'abandonés el nom sirià dels mesos i fos substituït pel seu nom macedoni.
El 281 aC. (any 31 de l'Era Selèucida) Seleuc I se'n va anar a Europa per ser proclamat sobirà del regne de Macedònia i Tràcia i va nomenar regent d'Àsia al seu fill, el futur Antíoc I Soter. El setembre d'aquell any Seleuc I va morir assassinat, accedint Antíoc I Soter al tron. El nou rei no va reiniciar el compte d'anys sinó que continuà la numeració establerta pel seu pare, finalitzant la pràctica duta a terme durant un miler d'anys de determinar l'any d'acord amb l'any de regnat del sobirà. Aquest criteri també fou seguit pels seus descendents. L'Era Selèucida abandonava una mesura del temps restringida per la successió de reis, amb alts i baixos, contraccions o expansions, i a canvi creava un temps continu, sense límits, abstracte, que no depenia de qui governava i permetia, per exemple, fixar fàcilment una data futura. Representava un fort trencament amb el passat i, de fet, és la major contribució de la dinastia selèucida.
El canvi del sistema de numeració d'anys, passant del sistema tradicional, de numeració dels anys de regnat del sobirà, al nou sistema, es mostra clarament en una tauleta d'argila babilònica del segle i aC, la tauleta Saros BM 34576.
Si bé l'administració reial emprava habitualment el grec en els seus actes administratius, l'extensió i diversitat de l'Imperi Selèucida va fer que el nou sistema de numeració també fos adoptat en altres llengües, com l'accadi, el fenici, l'arameu, el siríac i el hasaitic.
L'abast geogràfic de l'Imperi Selèucida en la seva màxima expansió, així com la dels poders que van continuar amb el mateix calendari, van portar l'ús del calendari des de Grècia fins a l'extrem nord-est de l'Afganistan, a la província de Badakhxan, on actualment conflueixen les fronteres d’Afganistan, Pakistan, Tajikistan i Xina.
L'administració selèucida va utilitzar la nova numeració molt més àmpliament que el sistema tradicional. Així, la nova datació s'inscribí en molts objectes, com pesos de balança, nanses d'ànfora, monedes reials i locals, edificis, ofrenes votives, anells amb segells, calzes de plata, cartes reials, decrets cívics, rebuts d'impostos, làpides, informes astronòmics, horòscops personals, contractes de matrimoni, manumissions i molt més tipus d'objectes i documents.

## Una nova escriptura
En el sistema de numeració grec, les vint-i-set lletres de l'alfabet grec es divideixen en tres grups de nou lletres cadascun. Les primeres lletres de l'alfabet, de α´ fins a θ´ representen les unitats de l'u al nou; les següents nou lletres, de ι´ fins a ϙ´, representen el valors des del 10 fins al 90. El grup final, de ρ´ fins a Ϡ´, representen des del valor 100 fins al 900. L'ordre amb el que s'expressava l'any selèucida tenia la particularitat que s'expressava a l'inrevés de la resta de nombres.
L'ordre en el que s'expressava qualsevol nombre en el món grec era ordenant les xifres que el componien de major a menor: primer s'escribia el nombre que representava les centenes, després el de les desenes i finalment el de les unitats. Per exemple, 123 s'escribia ρ´κ´γ´, és a dir, cent-vint-i-tres. Però l'ordre dels nombres en que s'escribien els anys de l'Era Selèucida era a l'inrevès, de menor a major. Així, la representació de l'any 123 era γ´κ´ρ´, llegint-se tres-vint-cent. L'any era l'única xifra que s'expressava d'aquesta manera. Tothom sabia que qualsevol document que tingués un xifra expressada així representava l'any.

## Dues versions del calendari
En el trenta anys que van seguir la seva coronació, Seleuc I va ampliar territoris el seu imperi a costa d'altres diàdocs; va començar per Iran i l'Àsia central, després Síria i Cilícia, Anatòlia i Tràcia. A mida que avançava cap a l'oest, entrava en contacte amb el món macedoni, origen i punt de partida d'Alexandre el Gran cap a l'est. Alexandre el Gran ja havia sincronitzat el calendari macedoni, de tipus lunisolar, amb el babiloni, de tipus solar i, per tant, més avançat. Addicionalment, el nom babiloni dels mesos es va substituir pel del mesos del calendari macedoni per facilitar-se l'ús. Malgrat l'equivalència de noms, l'any nou macedoni continuava celebrant-se en la seva data tradicional, al voltant de l'equinocci de tardor (cap el 23 de setembre), mentre que en el calendari babiloni l'any nou es situava en l'equinocci de primavera (entorn el 20 de març). El resultat és que l'any macedoni començava sis mesos abans que el babiloni.
Seleuc I va determinar que el calendari macedoni també seguiria per a la numeració dels anys el mateix criteri que la resta de l'Imperi Selèucida, provocant que dintre del mateix imperi coexistissin dos calendaris: el macedoni, en el qual l'any nou es situava a la tardor, i el selèucida, l'any nou del qual començava a la primavera posterior. Una mateix fet podia tenir dues dates diferents, com per exemple, la mort de l'emperador Antíoc IV.

## Pervivència del seu ús
L'era selèucida s'utilitzava encara al segle vi, per exemple a la inscripció trilingüe en una dedicatòria cristiana a Zabad, Síria, datada el 24 de Gorpiaios, 823 AG (24 de setembre de 512 dC), i en els escrits de Joan d'Efes Els cronistes siríacs van continuar utilitzant-lo fins a Miquel el Sirià al segle xii / segle XV AG. Inscripcions amb l'any en format de l'era selèucida s'han trobat a esteles cristianes a l'Àsia central pertanyents a l'Església d'Orient fins ben entrat el segle xiv, com la famosa estela nestoriana a la capital imperial xinesa de Chang'an (actualment Xi'an).
El recompte de l'era selèucida va caure en desús entre la majoria de les comunitats jueves, després de la cancel·lació de la pràctica per part del rabí David ben Zimra quan servia com a rabí en cap d'Egipte en el segle xvi. L'ús de l'era selèucida va ser utilitzat pels jueus iemenites en els seus actes legals i contractes fins a la dècada de 1940, una pràctica derivada d'un antic ensenyament del Talmud jueu, que requeria a tots els jueus de la diàspora el manteniment del seu ús.